# Coyoltzintla
Coyoltzintla är en ort i Mexiko.   Den ligger i kommunen Huejutla de Reyes och delstaten Hidalgo, i den sydöstra delen av landet, 200 km norr om huvudstaden Mexico City. Coyoltzintla ligger 321 meter över havet och antalet invånare är 308.
Terrängen runt Coyoltzintla är huvudsakligen kuperad, men västerut är den bergig. Runt Coyoltzintla är det ganska tätbefolkat, med 248 invånare per kvadratkilometer. Närmaste större samhälle är Huejutla de Reyes, 9,4 km nordost om Coyoltzintla. I omgivningarna runt Coyoltzintla växer i huvudsak städsegrön lövskog.